# Клюев, Дмитрий Владиславович
Дмитрий Владиславович Клюев (род. 10 августа 1967, Москва) — российский предприниматель, «серьезный юрист по корпоративному праву».
Фигурант нескольких уголовных дел. Различными журналистами и главой инвестиционного фонда Hermitage Capital Management Уильямом Браудером обвиняется в организации серии крупных хищений из российского бюджета под видом возврата ошибочно уплаченных налогов, самым крупным из которых стало дело Hermitage Capital Management.
Бывший владелец ныне прекратившего деятельность «Универсального Банка Сбережений». По словам Клюева, он владел банком лишь с 2003 по 2005 года и не являлся бенефициаром банка во время операций по незаконным возмещениям налогов.
Считается совладельцем «Бенифит-банка». Отрицает это.
Не является фигурантом списка Магнитского, но 20 мая 2014 года Министерство финансов США внесло Дмитрия Клюева в список лиц, против которых вводятся санкции по закону Магнитского.

## Образование
По словам Дмитрия Клюева, в 2001 году он окончил Государственную академию специалистов инвестиционной сферы (позднее вошла в состав НИУ ВШЭ)по специальности «юриспруденция».

## Начало предпринимательской деятельности
По словам Дмитрия Клюева, до 2000 года он занимался торговлей и зачётными схемами. В 2001 году «попробовал себя в банковском бизнесе у своих товарищей в Коммерческом банке сбережений, занимался привлечением клиентов и финансированием тех же операций расшивки задолженности, для которых в 1990-е использовались векселя». В 2002 году открыл юридическую компанию «Челтер» и аудиторскую «Информаудитактив». По мнению журналистов Новой газеты в этот период фирмы Дмитрия преимущественно занимались осуществлением аудиторских проверок, регистрацией и продажей фирм «под ключ». Среди своих клиентов того периода Клюев называет Трехгорную мануфактуру, 2-й часовой завод «Слава» и авиакомпанию «Красэйр».

## Дело «Росэлектротранс»
Ликвидационную комиссию компании «Росэлектротранс» по просьбе Клюева возглавил некто Сергей Орлов — ранее судимый, проучившийся лишь один курс в Тимирязевской сельхозакадемии. Он же, согласно материалам уголовных дел, подбирал для нужд «Челтера» номинальных директоров по 300 долларов за голову (часть из этих людей потом перетекла в качестве «соучредителей» и «директоров» во многие истории, так или иначе связанные с Дмитрием Клюевым, в том числе Маркелов, Курочкин и Хлебников — они стали номинальными директорами в фирмах «Парфенион», «Махаон» и «Рилэнд», с помощью которых и были украдены 5,4 млрд).

## Сотрудничество с «Ренессанс Капиталом»
В 2002 году Дмитрий и его доверенный юрист Андрей Павлов, были привлечены к работе президентом инвестиционного банка «Ренессанс Капитал» Игорем Сагиряном в качестве консультантов. Клюеву и Павлову тогда удалось помочь Ренессансу вернуть большую сумму налогов одной из аффилированных структур ЗАО «Ренессанс Кэпитал Финансовый Консультант», ранее принадлежавших фонду Сороса и заплатившей налоги ещё при бывшем владельце.

## Дело Михайловского ГОКа
В июле 2006 года Пресненский райсуд Москвы вынес приговор. Из оглашённого судьёй Татьяной Васюченко приговора следовало, что пятеро подсудимых совместно с «лицом, уголовное дело в отношении которого выделено в отдельное производство» совершили «причинение имущественного ущерба путём обмана или злоупотребления доверием в крупном размере» (ст. 165, ч. 2 УК РФ).
Согласно решению суда, в декабре 2004 года Дмитрий Клюев при пособничестве Игоря Жлобицкого (бывшего тогда председателем правления Универсального Банка Сбережений) и главного бухгалтера банка Анны Стегановой с помощью исполнителей Алексея Печкина и Олега Воронкова подали в Ростовский областной арбитражный суд иск багамской компании Colchester Group Trading к ростовской фирме «Террасофт» и московскому банку «Евразия» о принуждении к исполнению договора о покупке истцом у ответчика 6 039 200 акций Михайловского ГОКа — второго по величине в России производителя железной руды. «Террасофт» не числилась владельцем акций данного предприятия. Тем не менее арбитражный судья Сергей Клепачёв 30 декабря принял по просьбе фирмы Colchester Group Trading «меры по обеспечению иска» и наложил арест на 97 % акций ГОКа без конкретизации их владельца, что привело к блокированию операций по всему счёту депо комбината. В это время Василий Анисимов и Алишер Усманов завершали сделку по приобретению акций ГОКа за $1,6 млрд у Бориса Иванишвили, однако арест акций арбитражным судом воспрепятствовал окончанию сделки. Усманов и Анисимов подали в прокуратуру заявление о возбуждении уголовного дела против лиц, добившихся наложения ареста на их собственность.
Игорь Жлобицкий был задержан 3 марта 2005 года. Также были задержаны Печкин и Воронков. Клюева и Стеганову оставили на свободе под подпиской о невыезде.
Изначально следователи инкриминировали всем обвиняемым покушение на хищение путём мошенничества 97 % акций Михайловского ГОКа, однако затем обвинение было переквалифицировано на менее тяжкую 165-ю статью УК, предусматривающую лишение свободы до трех лет. Возможно это было как-то связано с тем, что 5 апреля 2006, пока шло следствие, Дмитрий Клюев и следователь по этому делу улетели на отдых на остров Кипр одним и тем же рейсом.
Дмитрий Клюев получил по этому делу три года условно с испытательным сроком два года.
Упомянутые выше Печкин и Воронков в разных источниках описываются по-разному.
Например 12 мая 2006 года газета Коммерсантъ написал, что они были сотрудниками фирмы «Чептер» (см. выше). А 14 июля тот же Коммерсантъ написал, что Олег Воронков является юристом ОАО «Росэлтранс»(см. выше), а Алексей Печкин — биолог.

## Номинальные директора фирм «группы Клюева»
На допросах по делу Михайловского ГОКа, отвечая на вопросы о собственниках Универсального Банка Сбережений Дмитрий Клюев признавался:

Данный банк фактически принадлежал мне и был мною куплен в октябре 2004 года у прежних владельцев путём переоформления долей учредителей банка на подконтрольные мне фирмы, номинальными директорами и учредителями которых являлись друзья Сергея Орлова, с которым я знаком на протяжении уже нескольких лет. Совет директоров банка также был номинальным органом и состоял из тех же друзей Орлова— Новая Газета
Исследователи из Новой Газеты выделяли следующих «номинальных директоров» Клюева:
- Геннадий Плаксин — директор ООО «Инстар», которое судилось с ООО «Рилэнд» по делу Hermitage и ООО «Оптим-Сервис», которые судились с ООО «Селен-Секьюритиз» по делу Rengaz; некоторое время был председателем правления банка;
- Алексей Шешеня также был директором двух компаний-истцов («Гранд-Актив» и «Полета»), которые судились с ООО «Парфенион» и ООО «Финансовые инвестиции» по обоим эпизодам возмещения; тот же Шешеня был учредителем фирмы из Новочеркасска «ЮгСтройСпецмонтаж», а заявителем при регистрации этой компании, по данным ЕГРЮЛ, был Дмитрий Клюев;
- Газим Ахметшин — директор ООО «Финансовые инвестиции» ("эпизод «Ренгаза»); в настоящее время (2014 год) числится директором в компании «Делайт», которая, по данным ЕГРЮЛ, принадлежит супруге Дмитрия Клюева — Екатерине Соколовой;
- Гульсина Ахметшина — Гульсина Ахметшина, ООО «ТехПром», на время операции стал директором ООО «РИЛЭНД», в действительности принадлежавшего Hermitage Capital;
- Валерий Николаевич Курочкин — на время операции стал директором ООО «РИЛЭНД», в действительности принадлежавшего Hermitage Capital;
- Вячеслав Георгиевич Хлебников — на время операции стал директором ООО «Махаон», в действительности принадлежавшего Hermitage Capital;
- Виктор Александрович Маркелов — директор ООО «МаркеАльянс», ООО «Платан», ООО «Плутон», на время операции стал директором ООО «Парфенион», в действительности принадлежавшего Hermitage Capital.

В дальнейшем Дмитрий отрицал связь с этими людьми:

Семейство Ахметшиных я не знаю и никогда не имел с ними общих бизнес-проектов. Про Плаксина и Шешеню слышал из материалов уголовных дел и СМИ, но ни разу их не видел и не сотрудничал с ними— Новая Газета

## Дело о похищении налогов ООО «Ренгаз»
В декабре 2006 года из бюджета РФ были похищены 107 млн долларов налогов, якобы излишне уплаченных компаниями, ранее принадлежавшими ООО «Ренгаз». Механизм возврата налогов был точно таким же, как и годом позже в «деле Hermitage», деньги были переведены на счета Универсального Банка Сбережений.

## Дело Hermitage Capital Management
17 декабря 2007 года ООО «Рилэнд» и ООО «Махаон» открыли счета в Универсальном банке сбережений, основным владельцем и председателем совета директоров которого был Дмитрий Клюев. Спустя 10 дней на эти счета на основании поддельной налоговой отчётности были зачислены суммы налога на прибыль, уплаченные этими ООО в 2006 году.
Ряд исследователей преступления считают, что именно Дмитрий стоял во главе всей банды, осуществившей кражу и даже называют её «группа Клюева».

## Дело о похищении налогов компании "Торговый дом «Аркадия»
В 2007 году из бюджета РФ были похищены около 400 млн руб. налогов, якобы излишне уплаченных компаниями, ранее принадлежавшими "Торговый дом «Аркадия». Деньги были зачислены на счёт фирмы в Универсальном Банке Сбережений.
Со счета ООО "Торговый дом «Аркадия» деньги перечислялись на счет компании «Вента Трейд» — 94 млн рублей с 14 по 19 декабря 2007 года. В марте 2008 года со счета «Венты Трейд» было сделано несколько платежей в адрес компании «НафтаИмпэкс» на общую сумму 17,4 млн рублей. Учредителем «НафтаИмпэкс» на тот момент была Екатерина Соколова, супруга Дмитрия Клюева. Позже 85 % компании приобрела кипрская фирма Fungamico Ltd. Владельцем Fungamico был Дмитрий Клюев, а директором — Андрей Павлов.
В феврале 2008 года со счета фирмы «Вента Трейд» было несколько транзакций в адрес компании «Камелот» на 32,7 млн рублей. В «Камелот» деньги приходили и от компании «Гала», которая активно участвовала в легализации 5,4 млрд рублей, похищенных из бюджета с помощью бывших «дочек» фонда Hermitage.

## Дело о похищении налогов компании «ТехПром»
В сентябре 2011 года юридическая компания Brown Rudnick, действующая в интересах инвестфонда Hermitage Capital, обратилась к Следственному комитету с просьбой возбудить уголовное дело в связи с хищением порядка 1,22 млрд рублей бюджетных средств. Заявитель утверждает, что в 2007—2008 годах произошло хищение путём незаконного возврата компании «ТехПром» налога на добавленную стоимость. Фонд считает, что к хищению могут быть причастны сотрудники ИФНС № 28 по Москве, в частности бывший руководитель инспекции Ольга Степанова, и владелец КБ «Универсальный Банк Сбережений» Дмитрий Клюев. Деньги были зачислены на счёт фирмы в Универсальном Банке Сбережений.

## Личная жизнь
Супруга — Екатерина Соколова, она же Наталья Фень , Ольга Баранова (сын дмитрий).